# カスティリオーネ・コゼンティーノ
カスティリオーネ・コゼンティーノ（イタリア語: Castiglione Cosentino）は、イタリア共和国カラブリア州コゼンツァ県にある、人口約3,000人の基礎自治体（コムーネ）。

## 地理

### 位置・広がり

#### 隣接コムーネ
隣接するコムーネは以下の通り。
- レンデ
- ローゼ
- サン・ピエトロ・イン・グアラーノ

## 行政

### 分離集落
カスティリオーネ・コゼンティーノには、以下の分離集落（フラツィオーネ）がある。
- Capitano, Canterame, Crocevia, Filari, Orbo, Parulli, Pristini, Quolata, San Biagio, Santa Lucia, Torre bruciata, Torre Magna, Valle La Fontana, Volata